# Asena Serbezowa
Asena Serbezowa, bułg. Асена Сербезова (ur. 30 marca 1973) – bułgarska farmaceutka i nauczycielka akademicka, od 2021 do 2022 minister zdrowia.

## Życiorys
W 1996 ukończyła farmację na Uniwersytecie Medycznym w Sofii. Uzyskała magisterium z organizacji służby zdrowia na macierzystej uczelni, polityki zdrowotnej i farmakoekonomiki na Uniwersytecie Pompeu Fabry oraz psychologii na Uniwersytecie Wielkotyrnowskim im. Świętych Cyryla i Metodego. Zawodowo związana z branżą farmaceutyczną, pracowała w przedsiębiorstwach zajmujących się dystrybucją leków oraz w instytucjach odpowiedzialnych za badania kliniczne. Jako nauczycielka akademicka związana z Uniwersytetem Medycznym w Sofii, na którym objęła stanowisko profesorskie. Pełniła funkcje przewodniczącej komisji jakości bułgarskiego związku farmaceutycznego BFS (2007–2010) oraz wiceprzewodniczącej tej organizacji (2010–2013). Od 2014 do 2018 była dyrektorem wykonawczym agencji wykonawczej do spraw leków przy ministrze zdrowia, wchodziła także w skład kierownictwa Europejskiej Agencji Leków. W 2020 wybrana na przewodniczącą BFS.
W grudniu 2021 z rekomendacji ugrupowania Kontynuujemy Zmianę objęła stanowisko ministra zdrowia w nowo utworzonym rządzie Kiriła Petkowa. Zakończyła urzędowanie wraz z całym gabinetem w sierpniu 2022.